# PPSh-41
A Pistolet-pulemet Shpagin 41 (PPSh-41) (russo:  Пистоле́т-пулемёт Шпа́гина, tr. Pistolét-pulemyót Shpágina-41, transl.: Pistola-metralhadora Shpagin-41) é uma submetralhadora soviética projetada por Georgy Shpagin como uma alternativa mais barata e simplificada à PPD-40. Sua função era ser uma submetralhadora barata de produzir e mecanicamente simples, com uma alta cadência de tiro para combate aproximado. Para tal, a arma foi projetada para disparar em um modo automático simplista com um compensador integrado para ajudar a evitar a subida do cano durante o disparo automático. A Shpagin é alimentada por um carregador de tambor de 75 tiros ou por um carregador de cofre de 35 tiros, e calçava o calibre de pistola 7,62x25mm Tokarev; intercambiável com o 7,63x25mm Mauser.
A PPSh-41 tornou-se um símbolo do soldado do Exército Vermelho Soviético na Segunda Guerra Mundial. Sendo usada em unidades de assalto para combate em ambientes confinados em batalhas urbanas, o seu emprego tornou-se onipresente na doutrina militar soviética e monumentos apresentam soldados soviéticos armados com a Shpagin. Os alemães apreciavam a PPSh-41 e convertiam exemplares capturados para o cartucho 9x19mm Parabellum. Um apelido russo comum para a arma é "papashá" (папа́ша), que significa "papai". A pistola-metralhadora também foi apelidada pelos seus antagonistas, sendo chamada pelos americanos na Guerra da Coréia como "burp gun" ("arma que arrota") por causa de sua alta cadência de tiro.

## Generalidades

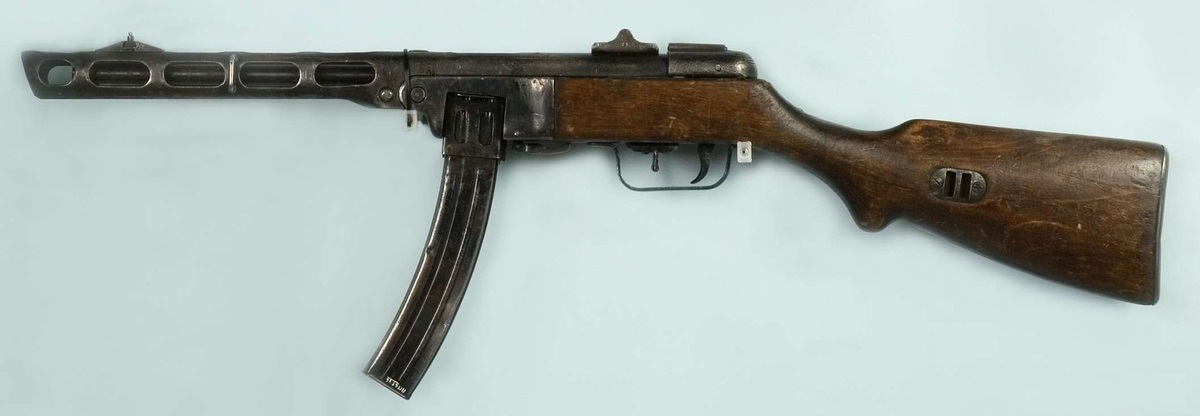
Uma PPSh-41 de 1942 com um carregador de 35 munições

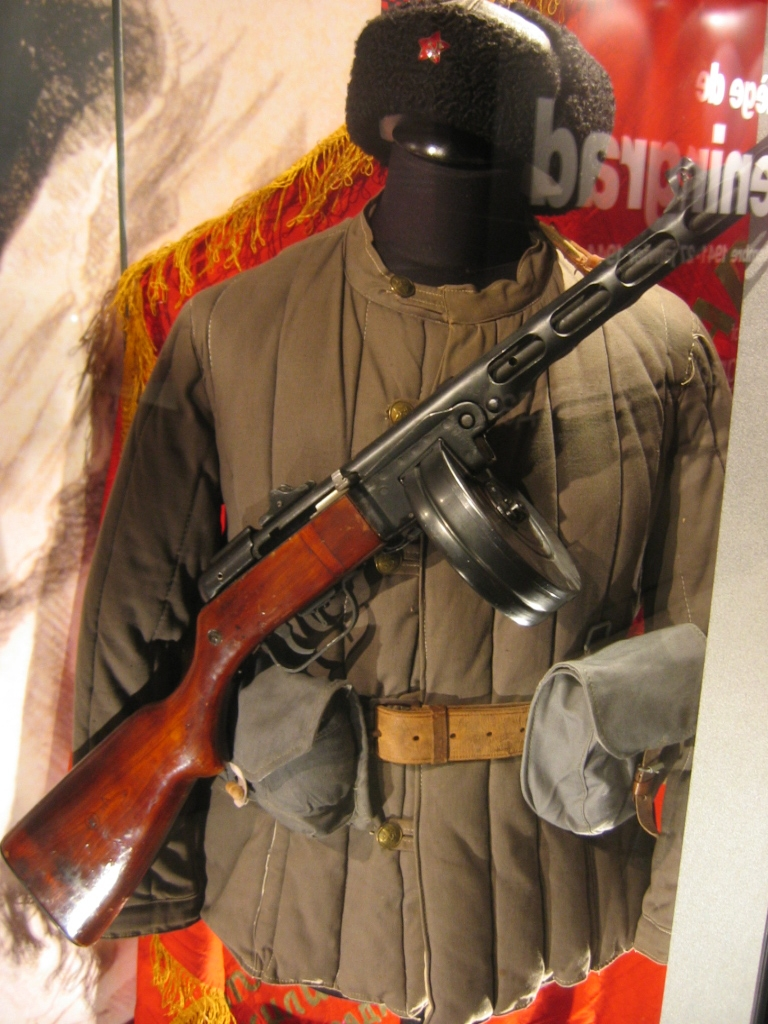
Uma PPSh-41 em exposição

É uma variante da Pistolet-pulemet, concebida por Georgii Shpagin, sendo uma das pistola-metralhadoras mais produzidas em massa na Segunda Guerra Mundial. Utilizada pela União Soviética durante a guerra. O seu baixo custo baseava-se em não ter parafusos e todas as partes metálicas serem estampadas.
A PPSh-41 não era somente melhor de ponto de vista de fabricação, a sua superioridade também se alargava a outras áreas. Tinha uma taxa fenomenal de tiro, por volta de 900tpm (tiros por minuto), tal como uma reputação pela sua durabilidade e necessidade de pouca manutenção. Também se pensava que era mais certeira do que muitas armas de outros países, mais caras e complexas.
Cerca de 6 milhões de exemplares desta arma foram produzidos até ao fim da guerra. A sua reputação e disponibilidade fizeram com que divisões inteiras fossem equipadas com ela.
Os próprios alemães estavam bastante impressionados com a arma, e usavam-na sempre que a capturavam. Após terem capturado grande quantidade dela estabeleceram um programa para convertê-la à munição padrão alemã, 9×19mm Parabellum, sendo adotada com a nomenclatura "MP41(r)". Peças não convertidas foram adotadas como "MP717(r)", usando munição alemã 7,63×25mm Mauser, dimensionalmente idêntica à original da PPSh-41, 7,62×25mm Tokarev, sendo a russa ligeiramente mais potente.
A PPSh-41, sobreviveu à guerra, e quer a sua facilidade de construção quer a grande quantidade de unidades disponíveis serviram para apoiar muitos movimentos guerrilheiros apoiados pela URSS.
No entanto, a PPS, apresentava alguns problemas. O carregador de tambor, com capacidade para 71 cartuchos, era frágil, sofrendo deformações com facilidade, causando encravamento, sua alta cadência de tiro, e facilidade de disparo faziam com que rapidamente se gastassem as munições disponíveis, o que provocava inevitavelmente problemas logísticos aos movimentos guerrilheiros. Por conta disso foi introduzida uma versão de carregador de 35 munições, muito mais confiável que pelo design mais simples. Além disso, em florestas densas, a sua relativa pouca potência tornava-a uma arma relativamente ineficiente.

## Operadores

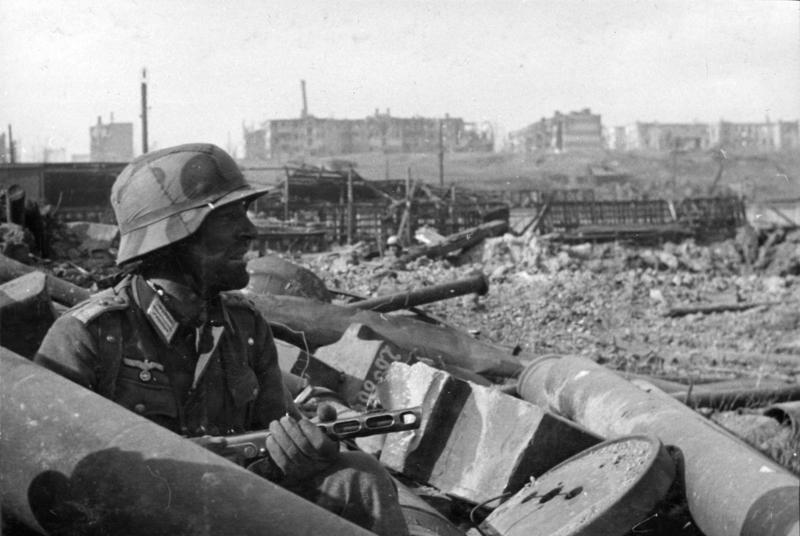
Capitão do exército alemão Wilhelm Traub armado com uma PPSh-41 em Stalingrado durante o outono de 1942.

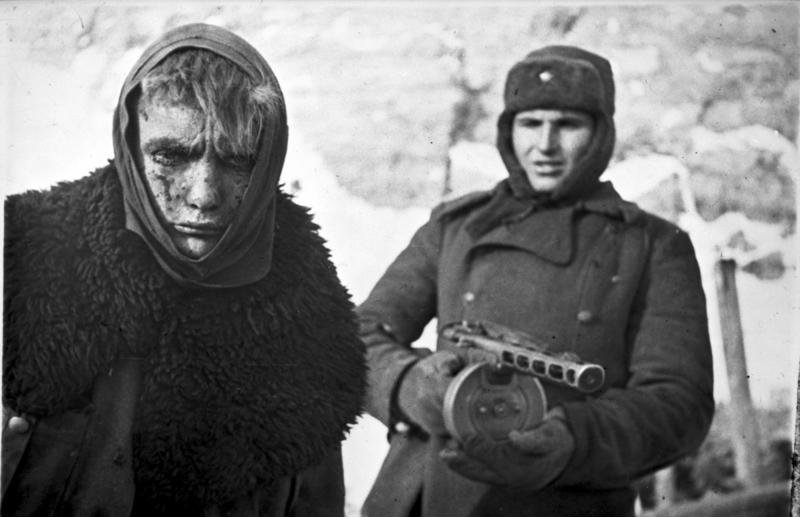
Um soldado do Exército Vermelho armado com uma PPSh-41 conduz um soldado alemão ao cativeiro após a Batalha de Stalingrado, em 1943.

- Afeganistão − Anteriormente em serviço no Exército Afegão, até a década de 1980.[6] Também usada por várias milícias civis pró-PDPA.[7]
- Albânia[8]
- Angola − Usada pelas forças do MPLA durante a Guerra de Independência de Angola.[9][10]
- Áustria[11] − Origem soviética. Usada por alguns motociclistas como "MP-41". Substituída pelo STG-77.
- Bulgária[12]
- China − Produziu cópias licenciadas sob a designação "Tipo 50".[13]
- Croácia[14]
- Cuba[15]
- Tchecoslováquia − Usada durante[9] e após a Segunda Guerra Mundial até ser sucedida pelo vz. 58.
- Alemanha Oriental − Utilizada pelas Grenztruppen der DDR e Kampfgruppen der Arbeiterklasse da Alemanha Oriental. Esta arma tornou-se icônica, especialmente devido à sua presença durante a construção do Muro de Berlim, sendo usada tanto pelo KdA quanto pelo GT. Designada "MPi41" em serviço na Alemanha Oriental, a PPSh-41 foi gradualmente substituída pelo AK-47 a partir de 1960.[16]
- Estônia − Os partisans estonianos usaram submetralhadoras capturadas contra os soviéticos em 1941.[17]
- Etiópia[8]
- Finlândia[9] − Pelo menos 2.500 foram capturadas e usadas durante a Guerra da Continuação.[18]
- Geórgia − Usada durante conflitos civis na década de 1990.[19]
- Guiné[8]
- Guiné-Bissau − Utilizada pelo PAIGC na Guerra de Independência da Guiné-Bissau[20]
- Hungria − Capturou e reemitiu submetralhadoras PPSh-41 no início da década de 1940. Produziu uma versão local no início da década de 1950 chamada "7.62mm Géppisztoly 48.Minta", ou simplesmente "48m".[21][22]
- Indonésia[23]
- Irão − Em janeiro de 1943, o governo iraniano e a União Soviética assinaram um acordo para produzir a PPSh-41 no Irã sob licença e fornecer algumas dessas submetralhadoras à União Soviética. Números limitados da PPSh-41 foram produzidos e a linha de produção foi fechada antes do fim da Segunda Guerra Mundial. Após o fim da guerra, quantidades desconhecidas foram produzidas e utilizadas por Shahrbani e pelos militares.[24] A versão local utilizava uma alça de mira tangente.[22][25]
- Insurgentes iraquianos[9]
- Resistência Italiana − Exemplos usados capturados de soldados alemães[26]
- Laos[8]
- Letónia − Usada pelos partisans letões contra os soviéticos na década de 1940.[27]
- Movimento Nacional Libanês[9]
- Lesoto[28]
- Exército de Libertação Nacional da Malásia − Usada pelo ELNM fornecida pela União Soviética apenas em pequenas quantidades
- Mongólia[9]
- Alemanha Nazista − Utilizou armas capturadas e também converteu algumas para o cartucho 9×19mm Parabellum sob a designação "MP-41(r)" e o 7,63×25mm Mauser sob a designação "MP-717(r)"[29]
- Vietnã do Norte − O Viet Minh, o Viet Cong e o Exército do Povo do Vietnã usaram variantes da PPSh-41, incluindo a cópia produzida sob licença K-50M[9] e a Tipo 50 chinesa.[30]
- Polónia − Foi usada pelo Primeiro Exército Polonês.[31] Após a guerra, foi fabricada sob licença como "7.62 mm pm wz.41" pela Fábrica de Armas Łucznik.[32]
- Roménia − Capturou e reembarcou submetralhadoras PPSh-41 entre 1941 e 1944. Produziu cópias licenciadas durante a década de 1950 na Fábrica de Armas de Cugir sob a designação "PM PPȘ Md. 1952".[33][34]
- Serra Leoa[35]
- Somália[9]
- Coreia do Sul − Capturada das forças comunistas durante a Guerra da Coreia. Também operou a unidade de regeneração no arsenal de Busan.[36]
- Coreia do Norte − Cópias licenciadas sob a designação "Tipo 49".[37] Utilizadas pela Guarda Vermelha Operário-Camponesa[38]
- Forças separatistas de Donbas − Uso limitado no início da guerra em Donbas.[39]
- Ucrânia − Em 2011, 300.000 estavam armazenadas em armazéns do Ministério da Defesa.[40] Algumas foram usadas durante a invasão da Ucrânia pela Rússia.
- União Soviética − Em serviço com o Exército Soviético em 1942.[13]
- Síria − Usada durante a Guerra do Yom Kippur.[41]
- Oposição Síria − Uso limitado na Guerra Civil Síria[42]
- Iugoslávia[43][44]
- Zimbabwe[45]

## Conflitos
- Segunda Guerra Mundial[46]
- Guerra de guerrilha nos Estados Bálticos
- Crise no Irã de 1946
- Primeira Guerra da Indochina[9]
- Emergência Malaia[47]
- Guerra da Coreia[46]
- Revolução Húngara de 1956[9]
- Guerra Colonial Portuguesa[9][10]
- Invasão da Baía dos Porcos[15]
- Guerra sino-indiana
- Guerra do Vietnã[46]
- Guerra sino-vietnamita
- Guerra Civil da Rodésia[45][48]
- Guerra Civil do Camboja
- Guerra do Yom Kippur[41]
- Guerra Civil Libanesa[9]
- Guerra de Ogadênia
- Guerra do Afeganistão (1979–1989)[49]
- Guerra Civil da Somália[9]
- Guerra Civil Iugoslava[9]
- Guerra do Iraque[9]
- Guerra Civil Síria
- Guerra Russo-Ucraniana
- Conflitos armados em Myanmar